# KdNS Heule
KdNS Heule (voluit Koninklijke de Noordstar Heule) is een Belgische voetbalclub uit Heule. De club speelt in het groen-wit en is ingeschreven onder stamnummer 4609 bij de Belgische voetbalbond. De club speelt zijn thuiswedstrijden in het Jozef Verstraetestadion, gelegen in de Steenstraat in Heule. In seizoen 2024-2025 komt de club met de herenploeg uit in derde provinciale C, terwijl de KdNS Ladies One in Interprovinciale A voetballen en de pas opgerichte KdNS Ladies Two and KdNS Ladies Three in 3de provinciale uitkomen.

## Geschiedenis
Het huidige KdNS Heule ontstond uit het stopgezette SK Heule (voluit Sportkring Heule). Sportkring Heule werd opgericht in 1911 en had als clubkleuren blauw en wit. Na het stopzetten van SK Heule ontstond er in november 1940 een nieuwe voetbalploeg die begon te spelen ten noorden van Heule, in de Mellestraat, op de weiden van Ivo Vereecke.
Toenmalig onderpastoor Michiel Claerhout bedacht de naam Noordstar, vermoedelijk naar analogie met onder andere White Star en Red Star. Vele spelers kwamen ook van het noorden van het dorp. Vele spelers kwamen uit het noorden van het dorp en er was oorspronkelijk een band met het Katholieke Sportverbond. De clubkleuren waren meteen groen en wit.
Op 7 januari 1947 sloot Noordstar Heule zich aan bij de Koninklijke Belgische Voetbalbond en kreeg het stamnummer 4609 toegewezen. Er werd gestart in de 4e gewestelijke C-reeks met slechts drie clubs: Tiegem, Kooigem en Heule. Heule werd winnaar van de reeks en mocht in 1947-1948 uitkomen in de derde provinciale. Het werd derde in het eerste seizoen. Van dan af speelde KdNS Heule afwisselend in tweede, derde of vierde provinciale. Het beste resultaat werd gehaald in seizoen 2001-2002 toen Heule een vierde plaats behaalde in tweede provinciale.
De zoektocht naar een geschikt terrein voor de club verliep niet altijd vlot. Het eerste terrein was gelegen waar nu het Lagaeplein ligt op een plaats die bekend stond als "bachten de kotjes" aan café 't Roosje. Later verhuisde men naar de Mellestraat ter hoogte van de huidige R8 om vervolgens naar de Peperstraat te trekken. Men kwam later opnieuw in de Mellestraat terecht en in de Steenstraat op de weide van Georges Tack. De club speelde even op de terreinen van het vroegere Stade Kortrijk om uiteindelijk in 1985 in de Steenstraat te belanden. In het Jozef Verstraetestadion, vernoemd naar de eerste voorzitter en pionier van de club, werd in 1986 een kantine geopend en een gedenksteen aangebracht ter ere van Jozef Verstraete. In 1998 werd er een nieuwe tribune in gebruik genomen.
In 1997 werd het 50-jarig bestaan van de club gevierd en verkreeg Noordstar Heule het predicaat "Koninklijke", voortaan werd de club Koninklijke de Noordstar Heule (KdNS Heule) genoemd.
Vanaf seizoen 2021-2022 zal KdNS Heule ook volwaardig damesvoetbal aanbieden. Hiervoor werd een fusie aangegaan met DV Kortrijk. In hun eerste seizoen speelde damesploeg kampioen.